# El marxismo y la cuestión nacional
El marxismo y la cuestión nacional (en ruso: Марксизм и национальный вопрос, romanizado: Marksizm i natzional'nyy vopros) es un ensayo corto de teoría marxista escrito por Iósif Stalin en enero de 1913, cuando vivía en Viena. Publicado en primer lugar como un panfleto. 
En su obra, se ven plasmadas varias de sus cosmovisiones sobre el nacionalismo, el significado de “nación”, su relación con la socialdemocracia austríaca, el patriotismo socialista, entre otros. El autor critica especialmente las tesis del Partido Socialdemócrata de Austria, que serían conocidas como la “autonomía nacional cultural”, en contraposición de los bolcheviques y la autonomía regional; tesis que posteriormente serían adaptadas por grupos nacionalistas rusos como el Bund. El libro originalmente sería publicado en la revista Prosveshchenie, luego sería publicado por la editorial Priboi. El artículo contaría con la aprobación de diferentes bolcheviques de la época, incluyendo a Lenin.

## Resumen

### La nación
Stalin desarrolla el concepto de nación alrededor de la siguiente idea: “[La] nación es una comunidad humana estable, históricamente formada y surgida sobre la base de la comunidad de idioma, de territorio, de vida económica y de psicología, manifestada esta en la comunidad de cultura”.  El concepto de “comunidad estable” surge del rechazo de Stalin a considerar las naciones conquistadas por grandes emperadores como Ciro II el Grande o Alejandro Magno naciones unificadas con sus imperios, considerando esas comunidades como “accidentes”, sin ningún tipo de conexión y que solo se conectaban con sus pueblos conquistadores por medio de los éxitos de cada conquistador; quedando ese concepto de nación definido por concepciones arbitrarias.
Stalin no resume de ningún modo la nación a una comunidad estable, al contrario, aseguraba que no toda comunidad estable constituía una nación, pues también debían tener en común un idioma hablado de facto, mientras comunidades como Rusia constituían una unidad únicamente estatal, mas no nacional. Mientras otras naciones como Gran Bretaña y Estados Unidos a pesar de compartir un idioma, no contaban como un territorio en conjunto, y sin esto no podían tener relaciones constantes, ininterrumpidas. No solo bastando con un idioma y un territorio, pues también debían tener nexos económicos de algún modo; lo que evitaba que los georgianos fueran considerados una nación al sabotearse entre sí, sin depender mutuamente o en forma jerárquica. Según Stalin:

Tomemos, por ejemplo, a los georgianos. Los georgianos de los tiempos anteriores a la reforma vivían en un territorio común y hablaban un mismo idioma, pero, con todo, no constituían, estrictamente hablando, una sola nación, pues, divididos en varios principados sin ninguna ligazón entre sí, no podían vivir una vida económica común; se pasaron siglos guerreando y arruinándose mutuamente, azuzando unos contra otros a los persas o a los turcos. La unificación efímera y accidental de estos principados, que a veces conseguía llevar a cabo cualquier rey afortunado, solo abarcaba, en el mejor de los casos, las esferas superficiales, las esferas administrativas, y pronto saltaba hecha añicos al chocar con los caprichos de los príncipes y la indiferencia de los campesinos. Dada la dispersión económica de Georgia, no podía ser de otro modo 1/4 Georgia no se reveló como nación hasta la segunda mitad del siglo XIX, cuando la caída del régimen de servidumbre y el desarrollo de la vida económica del país, el desarrollo de las vías de comunicación y el nacimiento del capitalismo establecieron una división del trabajo entre sus distintas regiones, quebrantaron por completo el aislamiento económico de los principados y los unieron en un todo.
Iósif Stalin

Además, la nación debe tener una cultura, que forma parte de su psicología. Un sentimiento en común, una religión en común, algo que haga a las personas sentirse como pertenecientes a una nación. En la obra, Stalin concluye que “Sólo la presencia conjunta de todos los rasgos distintivos forma la nación”. Además, Stalin analiza la teoría de la cuestión nacional de dos teóricos socialdemócratas: Rudolf Springer (seudónimo de Karl Renner) y Otto Bauer. Springer sostenía que la nación era la “unión de hombres que piensan y hablan del mismo modo, por muy desunidos que se hallen unos de otros y vivan donde vivan”, O. Bauer sostenía que “La nación es una comunidad relativa de carácter”, siendo el carácter la “suma de rasgos que distinguen a los hombres de una nacionalidad de los de otra, el conjunto de rasgos físicos y espirituales que distinguen a una nación de otra”. Sin embargo, Stalin criticaba la posición de O. Bauer, quien consideraba que bajo esta definición, los judíos también debían ser considerados una nación, a pesar de que para esa época no existía como tal un territorio judío. Al final, Bauer termina retractándose en su mismo libro de esta posición, al decir que el capitalismo no permitía que los judíos tuvieran una nación. De este modo, se insiste en que una nación debe tener todas las características.
Con todo esto, podemos resumir las características de una nación de la siguiente forma:
1. Comunidad estable. Las naciones no deben estar constituidas por conceptos arbitrarios como la victoria de una persona en la conquista, sino que deben tener una comunidad y una unión constante.
2. Idioma en común. Un idioma de facto que permita la comunicación entre las personas de una nación, ninguna nación habla dos idiomas, pero dos naciones pueden hablar el mismo idioma.
3. Territorio en conjunto. Permite que las personas estén en contacto.
4. Unidad económica. Toda la nación debe depender económicamente entre sí.
5. Psicología. Tradiciones, carácter nacional...

### El movimiento nacional
Las naciones son producto del desarrollo del capitalismo. Debido a esto, mientras en Europa Occidental cada nación constituía un estado —con la excepción del Reino Unido de Gran Bretaña e Irlanda— en el caso específico de Europa Oriental los estados eran comúnmente multinacionales: el Imperio austrohúngaro, el Imperio ruso, siendo Polonia la excepción. 
Los estados se consolidaban en naciones por medio de la actuación parlamentaria, el desarrollo de grandes ciudades, y una serie de factores que terminaron creando un ideal de unión, algo que ya había pasado en los países industrializados y estaba pasando en los países de Europa Oriental. Este movimiento, que en el caso de las naciones dominadas en un estado desembocaban conforme más se desarrollaba el capitalismo en movimientos nacionales, estaba liderado mayoritariamente por la burguesía de las naciones postergadas. La burguesía buscaba, en una lucha con la burguesía de otras naciones, para garantizar su mercado. Los burgueses de las naciones dominantes terminan aliándose con los señores feudales, los cuales ayudan a reprimir a la burguesía de las naciones oprimidas. En esta competición, los burgueses pequeños se defienden reclutando al pueblo, haciendo pasar su lucha por intereses económicos como la lucha de todo el pueblo. Esta defensa de los intereses de los burgueses de las naciones doblegadas se llama “movimiento nacional”, garantizando así una competición por la mercancía de ambas jóvenes burguesías, y manifestándose en chovinismo, represión del lenguaje, etcétera. En los países con un proletariado desarrollado, sin embargo, ese movimiento perdía fuerza, constituyéndose un nacionalismo que se basa en el proletariado, sin necesidad alguna del nacionalismo burgués. En el caso de las naciones sin consciencia de clase, sin contradicciones de clase lo suficientemente amplias, en cambio, el movimiento nacional se aglutina en la burguesía independentista. En el caso específico de los campesinos, el nacionalismo lo determina los intereses sobre la tierra. De este modo, los nacionalistas georgianos mantienen odio contra los armenios y no los rusos, porque los terratenientes eran armenios. El nacionalismo se manifiesta además según el desarrollo del capitalismo: mientras en algunas naciones tiene carácter agrario, en otras naciones son reivindicaciones de idiomas. Todo esto dependiendo del principal motor del independentismo. Se podría decir, entonces, que el independentismo puede surgir de tres formas:
1. Nacionalismo burgués. El nacionalismo burgués surge por la competición entre la burguesía de una nación doblegada contra la burguesía de otra nación por la mercancía. Esto se traduce en la burguesía independentista convenciendo al pueblo de que su lucha es la del pueblo, contra la burguesía que se alía con los señores feudales y responde con represión de la libertad de movimiento, la privación de derechos electorales, las trabas al idioma, la reducción de las escuelas...
2. Nacionalismo campesino. Los campesinos luchan por una nación según se vea afectada la tierra. Los campesinos emprenden una campaña nacionalista contra los terratenientes, buscando, por ejemplo, la separación de la nación armenia, mas no de la rusa.
3. Nacionalismo obrero. El nacionalismo obrero se traduce como la bandera propia de la clase obrera, el proletariado consciente no marcha con la bandera burguesa, sino que más bien marcha con su propia bandera, a veces no desembocando necesariamente en independentismo y en otros casos, como en el caso del independentismo africano sí.

Las represiones de la burguesía nacional afecta también a los obreros. Del mismo modo, las reivindicaciones burguesas distraen a los obreros de la visión clasista de la sociedad. De este modo, Stalin toma desde una visión dialéctica el independentismo: mientras se defiende el derecho a la autodeterminación de los pueblos, se asegura la farsa de la unidad de intereses entre la burguesía de los países oprimidos y el proletariado. Esto surge como una oposición a la represión de la burguesía, y al mismo tiempo como un rechazo de costumbres nefastas para los obreros. Así, pues, los obreros deben oponerse tanto al movimiento nacional burgués como a la represión, y así sin violencia hacer sus reclamaciones. En casos específicos donde se podría aplicar esta descripción realizada por Stalin, donde el independentismo surge por causas obreras y no burguesas, sería por ejemplo Angola, donde la causa independentista fue tomada mayoritariamente por comunistas.

### Planteamiento de la cuestión
En este párrafo, Stalin se pregunta cómo debería organizarse una nación socialista según las premisas del socialismo obrero. Para Stalin, la cuestión nacional en cada nación debe ser resuelta según las condiciones concretas de cada nación. Así, por ejemplo, si una nación se separa como una nueva nación, si se convierte en una federación, entre otras posibles soluciones. Por ejemplo, mientras Marx era partidario de la separación de Polonia del Imperio ruso, años después la situación concreta del acercamiento económico entre Polonia y Rusia se había modificado las condiciones de acercamiento económico entre ambas naciones. Stalin critica las soluciones de varios socialdemócratas a la cuestión nacional, asegurando que la socialdemocracia debe ser dialéctica y jamás asegurar que porque socialdemócratas austriacos o sureslavos hubieran resuelto tal cuestión no quiere que se haya resuelto en otros países. En especial el uso de tesis sureslavas por parte de socialdemócratas como Kossovski, que tomaba prestado el análisis concreto del Partido Socialdemócrata Sureslavo para defender la autonomía de naciones austriacas. En general, se podría decir que Stalin apoya únicamente el derecho a la autodeterminación de los pueblos cuando conlleva una lucha de liberación. Hace una especial crítica a la idea de autodeterminación de los pueblos a ciegas, sin analizar las reivindicaciones de los grupos independentistas —a pesar de que defiende como tal el derecho a autodeterminación de los pueblos—. Stalin añade:

Prosigamos. Los austriacos piensan realizar la "libertad de las nacionalidades" mediante pequeñas reformas a paso lento. Proponiendo la autonomía cultural-nacional como medida práctica, no cuentan para nada con cambios radicales, con un movimiento democrático de liberación, que ellos no tienen en perspectiva. En cambio, los marxistas rusos vinculan el problema de la "libertad de las nacionalidades" con probables cambios radicales, con un movimiento democrático de liberación, no teniendo razones para contar con reformas. Y eso hace cambiar esencialmente la cuestión, en lo que se refiere a los probables destinos de las naciones en Rusia.
Iósif Stalin

### La autonomía cultural nacional
Stalin en primer lugar plantea la tesis de la autonomía cultural-nacional: una solución de los austriacos en la que las regiones concretas de Austria: Bohemia, compuesta por checos, Polonia, compuesta por polacos, etc. no deberían tener en sí autonomía, sino que la autonomía debía pertenecer concretamente a los checos, polacos, etcétera. Cada nación componiendo a Austria, convirtiéndose Austria en una unión de naciones autónomas, en vez de regiones autónomas. Mientras los organismos gubernamentales se concentraban en asuntos culturales, mientras el Consejo Real se concentraba en asuntos políticos. Las reivindicaciones —citadas textualmente del programa de los socialdemócratas austriacos— eran las siguientes:
1. “Austria debe ser transformada en un Estado que represente una unión democrática de nacionalidades.”
2. “En lugar de los territorios históricos de la Corona deben formarse corporaciones autónomas nacionalmente delimitadas, en cada una de las cuales la legislación y la administración se confíen a cámaras nacionales elegidas sobre la base del sufragio universal, directo e igual.”
3. “Todas las regiones autónomas de una y la misma nación forman en conjunto una unión nacional única, que resuelve sus asuntos nacionales de una manera absolutamente autónoma.”
4. Los derechos de las minorías nacionales son garantizados por una ley especial promulgada por el Parlamento imperial"”

Stalin denuncia que esta unión sin embargo, fracasaría con las personas de ciertas nacionalidades emigrando a otras regiones por intereses económicos y recibiendo trabas por parte de la etnia mayoritaria de una nación. Conscientes de esta crítica, Bauer y Springer, sugieren una unión interclasista, algo que Stalin critica:

Pero las personas que componen una nación no siempre viven agrupadas en una masa compacta; frecuentemente se dividen en grupos, y en esta forma se incrustan en organismos nacionales ajenos. Es el capitalismo el que las acucia a ir a diversas regiones y ciudades a ganar su pan. Pero al entrar en territorios nacionales ajenos, formando en ellos minorías, estos grupos sufren a consecuencia de las trabas que las mayorías nacionales del sitio en que residen ponen a su idioma, a sus escuelas, etc. De aquí los conflictos nacionales. De aquí la "inutilidad" de la autonomía territorial. La única salida de esta situación, a juicio de Springer y de Bauer, es organizar las minorías de una nacionalidad dada, dispersas por las diversas regiones del Estado, en una sola unión nacional general, común a todas las clases. Sólo semejante unión podría defender, a juicio de ellos, los intereses culturales de las minorías nacionales, sólo ella sería capaz de poner fin a las discordias nacionales.
Iósif Stalin

Además, asegura que la autonomía cultural no es autodeterminación, pues la autodeterminación no comprende un estado compuesto por varias naciones necesariamente, y además la autonomía cultural no le da ese derecho a los pueblos. Además, por la naturaleza del capitalismo, estas naciones necesariamente iban a terminar separándose, en especial porque se trata de naciones artificiales. Otra crítica sostenida por Stalin es que, conforme el capitalismo más se desarrollara, las contradicciones de clase harían imposibles la unidad nacional, debido a que el proletariado se distanciaría de la burguesía de su nación. La idea de Bauer y Springer de organizar naciones es criticada por Stalin como un nacionalismo, y no como un patriotismo socialista. Además, con el socialismo necesariamente los antagonismos entre los pueblos desaparecerían, convirtiéndose en inútiles las fronteras nacionales, lejos del nacionalismo propuesto por los socialdemócratas austriacos que parte de la idea de la creación de naciones.

### El Bund, su nacionalismo y su separtismo
Aquí Stalin critica las reivindicaciones del Bund, al asegurar que los judíos no están lo suficientemente desarrollados como nación. Considera al nacionalismo del Bund equivalente a la autonomía nacional-cultural, teoría que el Bund defiende. Debido a que en la época zarista muchas naciones eran prohibidas de usar su idioma, algo que dio lugar a un proceso conocido como “Rusificación”, los socialdemócratas de la época defendían el derecho de las personas a hablar cada uno su idioma nativo. Sin embargo, Stalin critica al Bund por su insistencia en ponerle especial énfasis al derecho al uso del idioma yidis, lo que acusaba de separatismo y nacionalismo, algo que era según Stalin era una consecuencia natural de las teorías del Partido Socialdemócrata de Austria.

### Los caucasianos, la conferencia de los liquidadores
Stalin critica a las tesis de los caucasianos, al asegurar que la afirmación de que la región del Cáucaso debía ser administrada regionalmente por caucásicos propia de los socialdemócratas del Cáucaso a su vez caía en autonomía cultural nacional. Criticaba que el Cáucaso no era nacionalmente desarrollado, tal como los judíos. A la postre, la crítica de Stalin hacia las teorías de los caucasinos termina siendo equivalente a la crítica hacia el Bund  y hacia la autonomía cultural nacional, y a su vez añadía que poner en práctica esas tesis era poner el poder de varias regiones en manos de reaccionarios, pues en algunos casos varias naciones que no habían logrado constituirse estaban mayoritariamente en control de grupos reaccionarios.

### La cuestión nacional en Rusia
Al asegurar que la autonomía nacional cultural es artificial y conduce al nacionalismo, Stalin asegura que la cuestión nacional en Rusia debe ser resuelta mediante la autodeterminación de los pueblos y la autonomía regional, y a su vez, la discriminación de las minorías no aparecería con la autonomía regional con el socialismo, y con plenos derechos para todas las naciones, incluso aunque se encuentren como minoría.

## Contexto
Iósif Vissariónovich Dzugashvili, era un intelectual de origen georgiano afiliado a la sección bolchevique del Partido Obrero Socialdemócrata de Rusia, más conocido por su nombre españolizado “José Stalin”. Stalin era considerado por el líder bolchevique Vladimir Lenin como un modelo intelectual importante, y usualmente era considerado el “pie derecho de Lenin” por sus camaradas georgianos. Iósif no sólo admiraba a Lenin, para entonces exiliado, sino que también lo conocía personalmente cuando ambos asistieron al congreso de 1907 en Londres, como parte de una delegación de 92 miembros del Partido Bolchevique.
Para el tiempo que deja el seminario (uno de los mayores centros de educación disponibles entre los intelectuales Georgianos en ese tiempo), Stalin era llamado un “revolucionario profesional”, un empleado pagado de la organización del Partido Bolchevique dedicado a tiempo completo a la actividad revolucionaria. Cercano a 1910, la mayor actividad del comunista ruso tuvo lugar en la región transcaucásica del Imperio Ruso, haciendo su hogar la ciudad petrolera de Azerbaiyán, Bakú, desde 1907. Stalin había ayudado a organizar círculos de estudio marxistas y trabajaba como una agitador y periodista, escribiendo para la prensa del Partido Bolchevique. En ese tiempo, era un escritor muy activo, produciendo nada más y nada menos que 56 artículos. También preservaba piezas de correspondencia política.
A pesar de su escritura en masa, los escritos de Stalin para esa época eran usualmente temáticos y efímeros, con sólo una serie de artículos de periódico escritos para la prensa Bolchevique en oposición al anarquismo durante la Revolución rusa de 1905, ganando importancia a través de la publicación del panfleto “¿Anarquismo o Socialismo?”. Este primer esfuerzo en la escritura de teoría marxista en forma serial estaba incompleta, siendo interrumpida a mediados de 1907 con el viaje de Stalin de Tiflis a Londres para el congreso bolchevique ahí, y por su consecuente mudanza a Bakú. Ninguna contribución importante a la teoría se haría hasta que escribió El marxismo y la cuestión nacional en 1913.
A pesar de la pausa en la escritura importante, Stalin fue bien conocido por los líderes bolcheviques en el exilio, y fue cooptado de facto del Comité Central del ahora independiente Partido Bolchevique en el Congreso de 1912 en Copenhague. Iósif, ahora conocido por su pseudónimo Stalin, al mismo tiempo siendo nombrado uno de los cuatro miembros de la “Oficina Rusa” para la dirección diaria de la actividad del Partido Bolchevique dentro de las fronteras del Imperio Ruso por el congreso émigré del congreso del Partido.

## Escritura
La escritura de El Marxismo y la Cuestión Nacional empezó en noviembre  de 1912, cuando Stalin viajó a Cracovia (para entonces bajo dominio austriaco), para discutir con Lenin sobre las actividades del Partido Bolchevique. Lenin había publicado un artículo anteriormente ese mismo mes, rechazando la fragmentación nacionalista del movimiento revolucionario, sosteniendo cómo era la desintegración o debilidad del Partido Socialdemócrata de Austria, el Partido Socialdemócrata de Alemania, el Partido Socialdemócrata Checo, Socialdemocracia del Reino de Polonia y Lituania... como un ejemplo severo. Lenin temía que sucediera lo mismo en el PSR(b) y criticaba ampliamente el término de los socialdemócratas austriacos “autonomía nacional cultural”.
Stalin, un antinacionalista georgiano sin miedo de la dominación étnica de los rusos en el Partido Bolchevique, era mirado como ambos un experto en la interrelación actual de varias nacionalidades de Transcaucasia y un potencial representante de las minorías a favor de un partido centralizado y unificado. Stalin fue puesto por el partido de escribir un artículo para una publicación para el periódico mensual Prosveshchenie, detallando la posición oficial en el asunto. A pesar de asignamiento de Stalin para escribir en el artículo, Lenin escribió al novelista Máximo Gorki en febrero de 1913:

Sobre el nacionalismo, concuerdo por completo contigo que tenemos que esforzarnos y resistir más. Tenemos aquí un georgiano maravilloso que ha aceptado escribir un artículo largo para Prosveshchenie después de reunir los materiales austriacos. Vamos a cuidar este asunto.
Vladimir Lenin

El libro fue publicado en enero de 1913, en Viena.

## Historia de la publicación

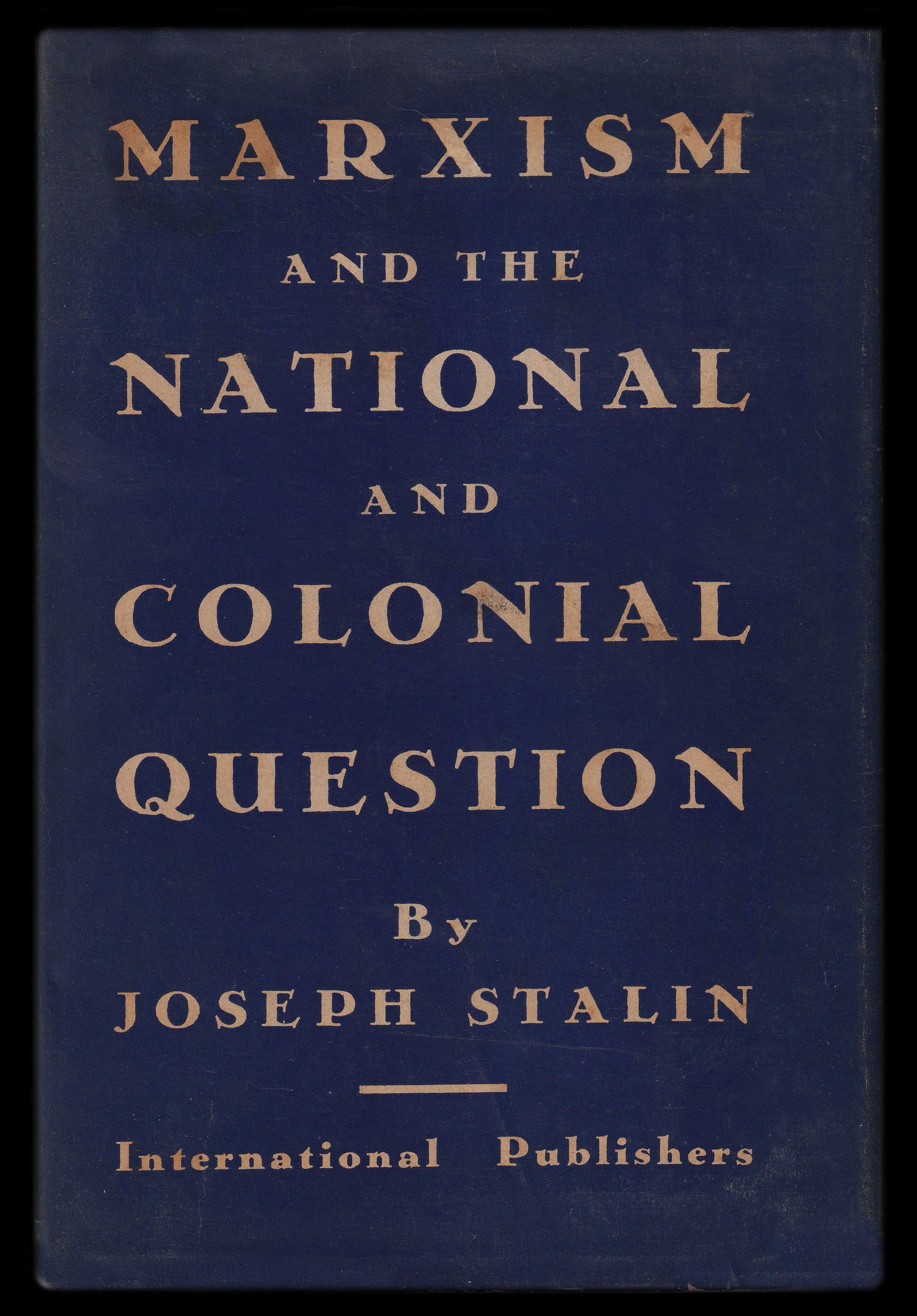
Portada de la edición neoyorquina de 1935

El marxismo y la cuestión nacional fue completado a finales de enero de 1913, con la firma de “K. Stalin”. El trabajo apareció en primer lugar de forma masiva en la revista bolchevique Prosveshchenie, apareciendo en las ediciones de marzo, abril y mayo de 1913. El título original del trabajo tal como aparecía en 1913 era Natsional'nye vopros is Sotsial-Demokratii (La cuestión nacional y la socialdemocracia). Los tres artículos fueron combinados para ser republicados en el panfleto llamado Natsional'nyi vopros i Marksizm (La cuestión nacional y el marxismo) en 1914.
El marxismo y la cuestión nacional no fue incluido ni en el volumen uno ni en el dos de la versión rusa de los Trabajos Escogidos de Stalin, que primero aparecieron en 1926, ni tampoco en ninguna traducción en inglés de este libro entre 1928 y 1954. Sin embargo, el trabajo fue reimpreso como el primer ensayo en una edición de 1934, Markizm i natsional'no-kolonial'nyi vopros (El marxismo y la cuestión nacional y colonial), y sus traducciones al inglés en el año que le seguía. Dos ediciones simultáneas aparecieron en 1935, una publicada en Moscú y Leningrado por la Cooperativa Sociedad de Publicación de Trabajadores en la URSS (editorial que publicada en los idiomas locales), y otra en Nueva York bajo la impresión de International Publishers. El nuevo título se mantuvo en todas las impresiones durante la vida de Stalin.

## Controversia de la autoría
El líder exiliado León Trotski aseguró que el crédito primario en verdad le pertenecía a los bolcheviques Vladimir Lenin y Nikolái Bujarin. Esta hipótesis de Trotski ha sido apoyada por biógrafos de Stalin como Isaac Deutscher y Bertram Wolfe, mientras otros historiadores como Robert McNeal concluyeron que “si bien es cierto que Lenin ayudó a las ideas de Stalin antes del ensayo de 1913 fue compuesto, y probablemente lo editó en 1914, el trabajo es en esencia de Stalin”. El biógrafo Rubert Tucker concluyó que “no hay una razón buena para darle créditos a Lenin (como hizo Trotski), con una autoría virtual del trabajo”. Añade que Stalin “necesitaba muy poca si es que necesitaba ayuda en esas importantes secciones del trabajo”.